# Ebisawa Hiroki
Hiroki Ebisawa (sinh ngày 17 tháng 3 năm 1988) là một cầu thủ bóng đá người Nhật Bản.

## Sự nghiệp câu lạc bộ
Hiroki Ebisawa đã từng chơi cho Tokyo Verdy.